# 诺丁山圣彼得堂
诺丁山圣彼得堂（St Peter's Notting Hill）是英国伦敦一座维多利亚时代的英国圣公会教堂，位于诺丁山肯辛顿公园路，古典主义建筑风格，由建筑师托马斯·阿罗姆设计，工程开始于1855年，于1857年完成。

## 历史
直到19世纪中叶，诺丁山在伦敦西郊的边缘，主要是农村社区。19世纪40年代这一区域开始发展，于1845年查尔斯·亨利·布雷克兴建了诺丁山圣约翰堂，很快又需要另一座教堂，于是查尔斯·亨利·布雷克捐赠了兴建圣彼得堂的土地。布雷克在印度经营靛蓝生意致富，回国在诺丁山进行房地产开发。
圣彼得堂工程开始于1855年11月，到1857年1月7日由伦敦主教阿奇博尔德·坎贝尔·泰特献堂，容量为1400人。
诺丁山圣彼得堂因其建筑价值被列为二级保护建筑。建筑内部颇为豪华，有许多镀金的柱子。
在1982年，圣约翰和圣彼得两个堂区由一位牧师负责，在1986年两个堂区合并。在2003年1月这两个堂区再次分开。